# Titer (Medizin)
Der Titer ist ein Maß für die Menge eines Antikörpers oder Antigens (in der Serologie) bzw. einer Erregermenge (in der Mikrobiologie), die gerade noch eine biologische  Reaktion hervorruft. Ausgedrückt wird er als die höchste Verdünnungsstufe einer Untersuchungslösung, bei der die Reaktion gerade noch auftritt, oder als deren Kehrwert.
Der Antikörpertiter wird heute vielfach auch direkt als Maß für die Antikörperkonzentration, die auch als   Antikörperspiegel bezeichnet wird, in einem Patientenserum in ng/ml oder IE/ml angegeben.

## Medizin
Die Ermittlung des Antikörpertiters ist in der Medizin eine übliche Methode, um beispielsweise eine Immunität nach einer Impfung oder den Anstieg der Konzentration von Antikörpern während einer akuten Infektionskrankheit zu beurteilen.
Zur Bestimmung wird das Patientenserum in unterschiedlichen Kulturen mehr und mehr verdünnt (1:2, 1:4, 1:8 usw.). Als Titer wird dann die Verdünnung eines Patientenserums bezeichnet, bei der mehr als 50 % des Zellrasens erhalten bleibt. Heute werden in der Serologie Antikörperkonzentrationen vielfach in ng/ml oder IE/ml angegeben, so dass der Ausdruck Antikörpertiter ein Maß für die Antikörperkonzentration darstellt.
Wenn in der Serologie gelegentlich kein gereinigtes oder rekombinantes Antigen als Positivkontrolle und Vergleichswert für eine Standardreihe zur Verfügung steht, beispielsweise bei einem neuen Pathogen, können Antigentiter als dimensionslose Verdünnungsstufe angegeben werden. In der Regel wird – zum Beispiel ein Blutserum – in Zweierstufen verdünnt, d. h., es werden Verdünnungen von 1:2, 1:4, 1:8, 1:16, 1:32 usw. hergestellt. Die Verdünnungen gibt man dann z. B. auf Zellkulturen, die dann mit einem Virus infiziert werden. Die höchste Verdünnungsstufe, bei der noch eine Infektion der Zellen vollständig verhindert wird (also noch ausreichend Antikörper vorhanden sind), wird als Titer angegeben. Eine Reaktion bei einem Titer von 1:1024 gibt also eine höhere Ausgangskonzentration an als eine bei 1:128, da trotz höherer Verdünnung noch eine positive Reaktion bei Neutralisationstests festzustellen ist.
Die Angabe des Titers ist heute aufgrund der bevorzugten Angabe von Massenkonzentrationen und der Entwicklung anderer Verfahren zur Antikörper-, Antigen- oder Virusbestimmung wenig gebräuchlich. Bei einigen Krankheitserregern ist eine Verdünnungsreihe noch notwendig, wenn z. B. ein Neutralisationstest oder eine Komplementbindungsreaktion durchgeführt werden muss.

## Mikrobiologie
In der Mikrobiologie dient das Titerverfahren oft dem Bestimmen von Mikroorganismenkonzentrationen in wässrigen Flüssigkeiten, beispielsweise Gewässern oder Getränken. Dazu wird eine dezimale Verdünnungsreihe der Probe hergestellt, von jeder Verdünnung ein bestimmtes Volumen in ein geeignetes Kulturmedium gegeben und dieses bebrütet. Man ermittelt den mit der höchsten Verdünnung beimpften und noch Bewuchs beziehungsweise eine bestimmte Stoffwechselleistung zeigenden Kulturansatz. Aus dem Verdünnungsfaktor der in diesen Ansatz gegebenen Probe und dem aus der verdünnten Probe in das Kulturmedium gegebenen Volumen kann der Titer ermittelt werden. Der Verdünnungsfaktor ist das Produkt aller Verdünnungsschritte, wird beispielsweise in Zehnerschritten (1:10) verdünnt, so ist der Verdünnungsfaktor der 4. Verdünnung 1/10.000 = 10−4.
Titer = Volumen der eingesetzten verdünnten Probe × Verdünnungsfaktor
Die Mikroorganismenkonzentration der Probe ist der Kehrwert des Titers, also umso höher, je kleiner der Titer ist. Beispielsweise entspricht der Titer 10−6 ml einer Mikroorganismenkonzentration von 106 je ml.
Enthält die Probe eine gemischte Mikroorganismengesellschaft aus verschiedenen physiologischen Typen, so werden oft mit dieser Methode nicht alle Mikroorganismen erfasst, sondern nur eine Auswahl derjenigen Typen, die sich unter den angewendeten Kulturbedingungen (u. a. Art des Kulturmediums, Temperatur, Sauerstoffzutritt) vermehren. Das ist beispielsweise der Fall bei Proben aus natürlichen Habitaten wie Gewässern, Böden und dergleichen. Diese Selektivität der Methode ist ein Nachteil, wenn man alle in der Probe enthaltenen Mikroorganismen erfassen will, sie kann jedoch für eine Quantifizierung bestimmter physiologischer Typen genutzt werden, indem entsprechende selektive Kulturbedingungen angewendet werden. Ein Beispiel dafür ist der Colititer.
Der Grund für die Abweichung vom Begriff der Konzentration, der als Menge des Stoffs je Volumeneinheit definiert ist, liegt in der Schwierigkeit, Viren und Bakterien für sich allein als solche zu quantifizieren, etwa wenn man deren Masse oder Stoffmenge nicht oder nur sehr schwer bestimmen kann. Deren Wirkungen sind dagegen oft leichter bestimmbar. Deshalb nimmt man als Einheit für die Stoffmenge diejenige Menge, die gerade noch diese spezifische Wirkung hat, beispielsweise  bei Viren gerade noch ein Lysishof in einem Bakterienrasen, bei Bakterien gerade noch Vermehrung in einem Kulturmedium (z. B. Colititer). Die Quantifizierung beruht auf dem Ausbleiben (oder Unterschreiten eines bestimmten Werts) der Wirkung der Stoffe, wenn das eingesetzte Probenvolumen zu klein ist.
Eine statistisch abgesicherte Variante des Titerverfahrens mit der Verwendung von mindestens drei Parallelansätzen stellt das Verfahren der „Wahrscheinlichsten Anzahl“, das MPN-Verfahren, dar (englisch most probable number, abgekürzt MPN).